# Kepayang (Mekakau Ilir)
Kepayang is een bestuurslaag in het regentschap Ogan Komering Ulu Selatan van de provincie Zuid-Sumatra, Indonesië. Kepayang telt 476 inwoners (volkstelling 2010).